# Centre hospitalier spécialisé Charles-Perrens
 (mai 2013).
Le centre hospitalier spécialisé (CHS) Charles-Perrens comporte un hôpital psychiatrique se trouvant au 121 rue de la Béchade à Bordeaux.
Avant cela, l’asile se trouvait dans le quartier Saint-Jean. Il s’est ensuite appelé « Asile des Aliénés de Bordeaux » et a été transféré dans l’ancien Château-Picon durant le XIXe siècle.
Il est rattaché depuis 1974 à un grand ensemble hospitalier : le Centre hospitalier Charles-Perrens. Le bâtiment de l'hôpital psychiatrique est la partie la plus ancienne du centre hospitalier. Il est inscrit au titre des Monuments Historiques depuis 1997.

## Histoire

### Origines: l'Enclos-Guiraud
Une légende locale raconte qu’un marchand du début du XVIe siècle, Arnaud Guiraud, aurait perdu la raison car il avait perdu la trace de son navire en mer. Quelque temps plus tard, le bateau égaré revint au port et son propriétaire recouvra ses esprits. 
Par compassion et pour accueillir les malheureux dont il avait partagé le sort, il fit construire un petit hôpital sur un terrain qu’il possédait dans le quartier Saint-Jean à Bordeaux. 
L'établissement s’appelle alors « Enclos-Guiraud » et aurait été construit en 1551. 
Il comporte vingt-quatre maisonnettes et huit à dix cages en bois donnant sur un petit jardin. Un concierge, payé par les loyers des maisonnettes, s’occupe avec sa famille de l’entretien du lieu et d'apporter nourriture et paille fraîche.

### Évolution à l'époque moderne
Cet « enclos » aurait été racheté par la jurade de Bordeaux en 1586. L’asile est alors utilisé dans le but d’accueillir les pestiférés et les lépreux, car situé dans un quartier excentré de la ville. 
Il servit aussi à divers services usages : infirmerie pour les marins, dépôt de mendicité, maison de force, , etc..
Des demandes royales modifient le lieu au fil des années. En 1757, on y ajoute une maison de force pour les prostituées. Ces changements étaient dus à des politiques royales mises en place pour aider, mais aussi pour mettre ces personnes au ban de la société. On mélange ainsi les mendiants, les prostituées et les fous.
L’ancien enclos conserve cependant son but premier : l’accueil de personnes aliénées. Le bâtiment est remanié durant toutes ces années ; on y ajoute des loges réservées aux malades et une fontaine en 1761.
La fin de l’Ancien Régime marque un temps d’arrêt dans les soins prodigués aux aliénés. Les financements se font plus rares et les internés vivent dans des conditions très difficiles.[réf. nécessaire] L’administration de l’asile est alors centralisée avec celle de la « maison de répression ». Ce sont ensuite[Quand ?] les Sœurs de Nevers qui prennent la direction des lieux.

### AuXIXesiècle: l'asile Saint-Jean
En 1802, les Hôpitaux de Bordeaux, gérés par une commission d’administration[réf. nécessaire], choisissent l’Enclos-Guiraud pour abriter le nouvel asile d’aliénés, baptisé « Asile Saint-Jean ».

#### Sous statut municipal (1802-1841)
L'asile reçoit 80 hommes et femmes confiés aux soins des sœurs de la charité de Nevers. À cause du manque de place, la structure[pas clair] fait construire une cour et des cellules entre 1804 et 1814 et, en 1808, un pensionnat pour les patients fortunés.

#### Sous statut national (à partir de 1841)
Les asiles d'aliénés sont placés sous la tutelle du ministère de l’Intérieur par la loi du 30 juin 1838. Cette mesure est effectivement appliquée à l’asile Saint-Jean en 1841. C’est désormais au ministre de l'Intérieur que revient la responsabilité de nommer son directeur.
À partir de 1845, la mixité est supprimée. L’asile échange des patients contre des patientes de l’asile de Cadillac, devenant un établissement pour les femmes. Au même moment, l’asile connaît la fin de profondes mutations sur la prise en charge sociale des malades, le suivi médical, etc.[réf. nécessaire] Pour autant la différence de traitement entre les patients suivant leur situation sociale est visible, en particulier pour le logement.

### Transfert de l'asile au Château-Picon (1890)
Le bâtiment quitte le quartier Saint-Jean à la fin du XIXe siècle en raison de l'extension de la ville de Bordeaux, mais concrètement, cela passe par un procès avec la municipalité.

#### Conflit juridique avec la ville de Bordeaux (1850-1883)
Dans les années 1850, un conflit commence entre la direction de l’asile et la ville de Bordeaux à propos d’un déménagement de l’asile. La municipalité veut récupérer des bâtiments et terrains qui lui appartiennent, occupés par une institution qui n'est plus sous son contrôle.
En 1883, la cour d’Agen[pas clair] donne raison à la ville : l’asile Saint-Jean devra quitter les lieux avant la fin de l’année 1889. En compensation, la municipalité accepte de participer à hauteur de 300 000 francs aux frais de la construction du nouvel asile, .

#### Construction du nouvel asile (1886-1890)
La commission de surveillance et le médecin-chef valident le choix du Château-Picon de la veuve Faugas[pas clair]. Ce domaine qui s'étend alors sur 22 hectares dont 7 de vignes, et dont la maison de maître date du XVIIIe siècle, est acheté le 21 mai 1886. 
La construction du nouvel asile est confiée à l’architecte Jean-Jacques Valleton, assisté du médecin-chef Taguet, afin de répondre le mieux possible aux besoins de l'institution (les soins aux aliénés). À la suite d'un tour d’Europe des architectures asilaires, Valleton propose un premier projet le 29 juillet 1886 mais c'est son second projet qui sera validé à la fin de l’année 1886.

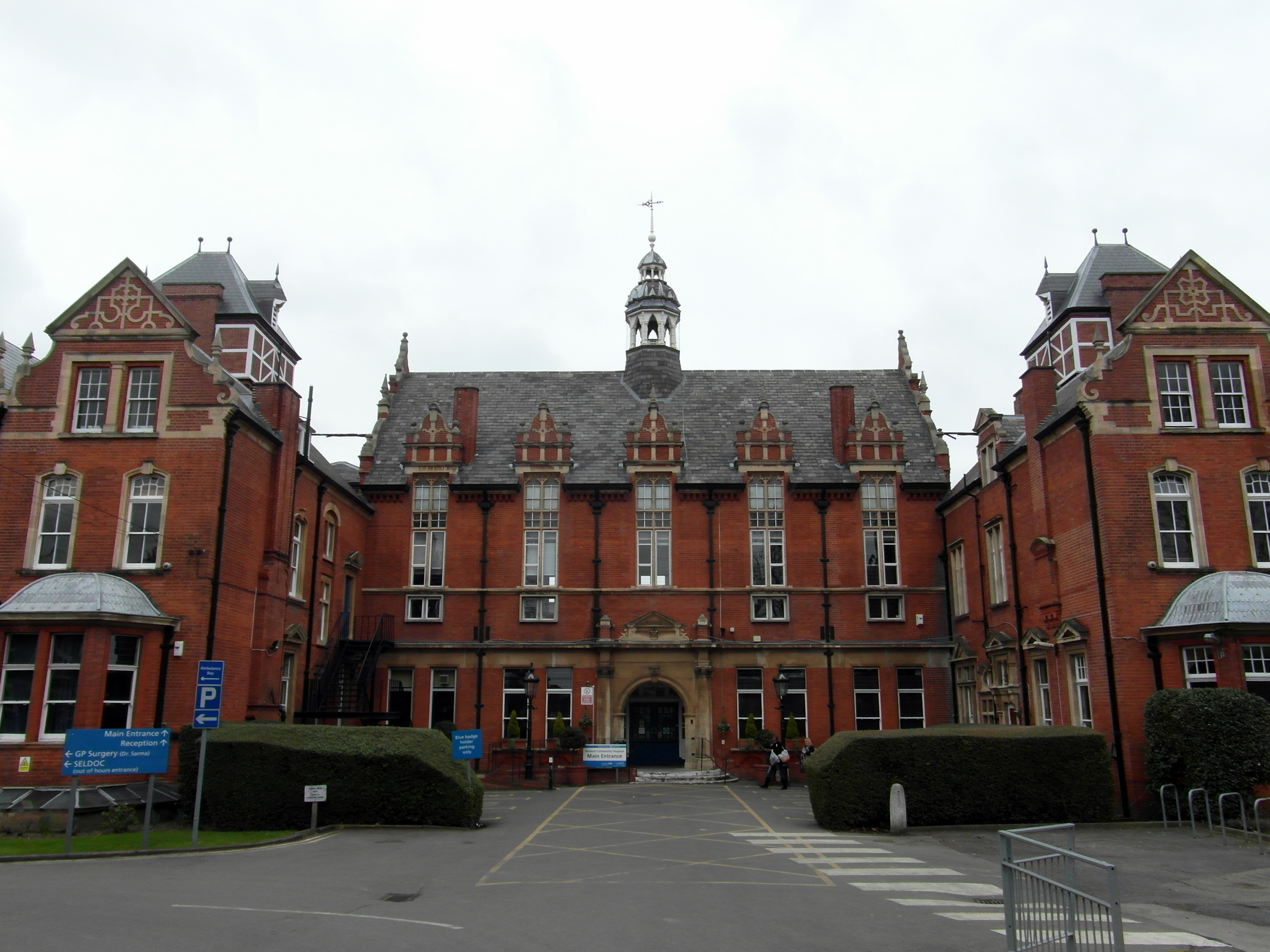
L' dont s'est inspiré Jean-Jacques Valleton.

Le plan s’inspire de l’hôpital Saint-Saviour’s Union Infirmary (en) de Champion Hill. Il est réparti en trois blocs avec les fonctions administratives et religieuses au centre, qui sont encadrées par plusieurs pavillons disposés en double-peigne autour d’une galerie centrale (est/ouest).
Les travaux débutent en 1887, mais du fait de problèmes économiques et de retard des travaux, seulement huit pavillons sur douze sont achevés en 1889. La construction se termine le 28 juillet 1890 et les premiers patients arrivent le 2 août 1890.

### L'asile du Château-Picon (depuis 1890)

#### Extension des bâtiments (1893-1908)
En 1893, l’asile manquait de place pour les 677 patients qu’il abritait et la direction fut obligée d’édifier entre 1895 et 1897, quatre nouveaux pavillons, puis deux autres entre 1906 et 1908 afin de répondre aux besoins des malades. 
Le nouvel asile d’aliénés a une superficie de 22 ha, dont un pensionnat pour les patients fortunés de 3 ha, et a coûté 2 300 000 francs.

#### Évolution du début duXXesiècleà nos jours
Après un siècle de soins réservés aux femmes, l’hôpital psychiatrique du Château-Picon devient mixte à partir de 1972.  
Il est rebaptisé en 1974 : l’« Asile public des aliénés de Bordeaux » devient le « Centre hospitalier Charles-Perrens », en hommage au médecin-chef en poste de 1920 à 1952. Ce changement symbolise la rupture avec le passé vers une nouvelle politique de santé mentale, orientée par la sectorisation et les soins extra-hospitaliers.
De nos jours, le centre hospitalier Charles-Perrens est situé près de l’université de Bordeaux et du groupe hospitalier Pellegrin (CHU de Bordeaux). Il est considéré depuis ces trente dernières années comme un pôle d’innovations dans les domaines des soins psychiatriques, d’enseignement et de la recherche.[réf. nécessaire]
Depuis le 9 septembre 1997, le centre hospitalier est partiellement inscrit aux Monuments Historiques. L’arrêté concerne les façades, les toitures des deux bâtiments (occidental et oriental) encadrant la cour d’honneur, les anciennes cuisines, les anciens pavillons des bains, la chapelle et la fontaine datée de 1761.

## Architecture
C’est durant le XIXe siècle que se développa la pensée aliéniste avec des notions comme la séparation des sexes, la répartition des malades, l’importance des espaces de promenades et de liberté, etc. L’architecte Valleton et le Dr Taguet ont donc réfléchi à une architecture fonctionnelle suivant les besoins inhérents aux soins psychiatriques.
L’hygiène est l'une des préoccupations principales lors de l’élaboration du nouvel asile, la buanderie est mise à l’écart des pavillons, chaque pavillon possède des toilettes et des lavabos. La présence du ruisseau du Peugue apportait aussi une source d’eau nécessaire aux soins médicaux et à l’hygiène.
Dans la lignée de Paul Abadie et Viollet-le-Duc, Jean-Jacques Valleton était un représentant du style néo-gothique et de l’architecture fonctionnaliste. On peut ressentir ses influences à travers la construction du Centre hospitalier. En effet, l’architecture générale de l’asile est d’inspiration gothique (arc-brisés, contreforts plus ou moins saillants, voûtes, , etc.), elle est d’autant plus visible sur la tour du château d’eau semblable à une tour d’une imposante forteresse médiévale. De plus, les cuisines sont inspirées de celles de l’Abbaye de Fontevrault avec de grands arcs-brisés, etc. En parallèle, Valleton utilise de nouveaux matériaux industriels à l’image de la fonte que l’on retrouve dans les colonnes des pavillons par exemple.
La décoration est pratiquement inexistante, on en retrouve surtout dans le bâtiment administratif et la chapelle. L’explication de cette austérité se trouve sans doute dans la pensée aliéniste qui préconise peu de décors aux yeux des patients qui pourraient les faire « fantasmer ».

## Personnalités
- Pauline Herzl, fille de Theodor Herzl (1860-1904), y meurt le 8 septembre 1930. D'abord inhumée dans le cimetière juif du cours de l'Yser, elle est transférée en 2006 dans le cimetière national d’Israël sur le mont Herzl.